# Joseph Henry Ganda
Joseph Henry Ganda (ur. 7 marca 1932 w Serabu, zm. 9 sierpnia 2023) – sierraleoński duchowny rzymskokatolicki, w latach 1980–2007 arcybiskup Freetown i Bo.

## Życiorys
Święcenia kapłańskie przyjął 9 kwietnia 1961. 11 listopada 1970 został prekonizowany biskupem Kenema. Sakrę biskupią otrzymał 21 lutego 1971. 4 września 1980 został mianowany arcybiskupem Freetown i Bo. 22 marca 2007 przeszedł na emeryturę.